# Beno Blachut
Beno Blachut (ur. 14 czerwca 1913 w Witkowicach, zm. 10 stycznia 1985 w Pradze) – czeski śpiewak operowy, tenor.

## Życiorys
W latach 1935–1939 uczył się u Luisa Kadeřábka w Konserwatorium Praskim. Zadebiutował w 1938 roku w Ołomuńcu jako Jeník w Sprzedanej narzeczonej Bedřicha Smetany. Od 1941 roku związany był z Teatrem Narodowym w Pradze. Gościnnie występował w Austrii, Polsce, ZSRR, Włoszech, Francji, Holandii i Finlandii. W 1964 roku śpiewał na Międzynarodowym Festiwalu w Edynburgu.
Specjalizował się w czeskim repertuarze operowym (Antonín Dvořák, Bedřich Smetana, Leoš Janáček, Zdeněk Fibich), występował też w repertuarze oratoryjnym i pieśniarskim. Dokonał wielu nagrań płytowych.